# Грщаки
45°26′ пн. ш. 15°28′ сх. д. / 45.43° пн. ш. 15.46° сх. д.
Грщаки (хорв. Gršćaki) — населений пункт у Хорватії, у Карловацькій жупанії у складі міста Дуга Реса.

## Населення
Населення за даними перепису 2011 року становило 77 осіб.
Динаміка чисельності населення поселення: